# Mistrzostwa Stanów Zjednoczonych w łyżwiarstwie figurowym

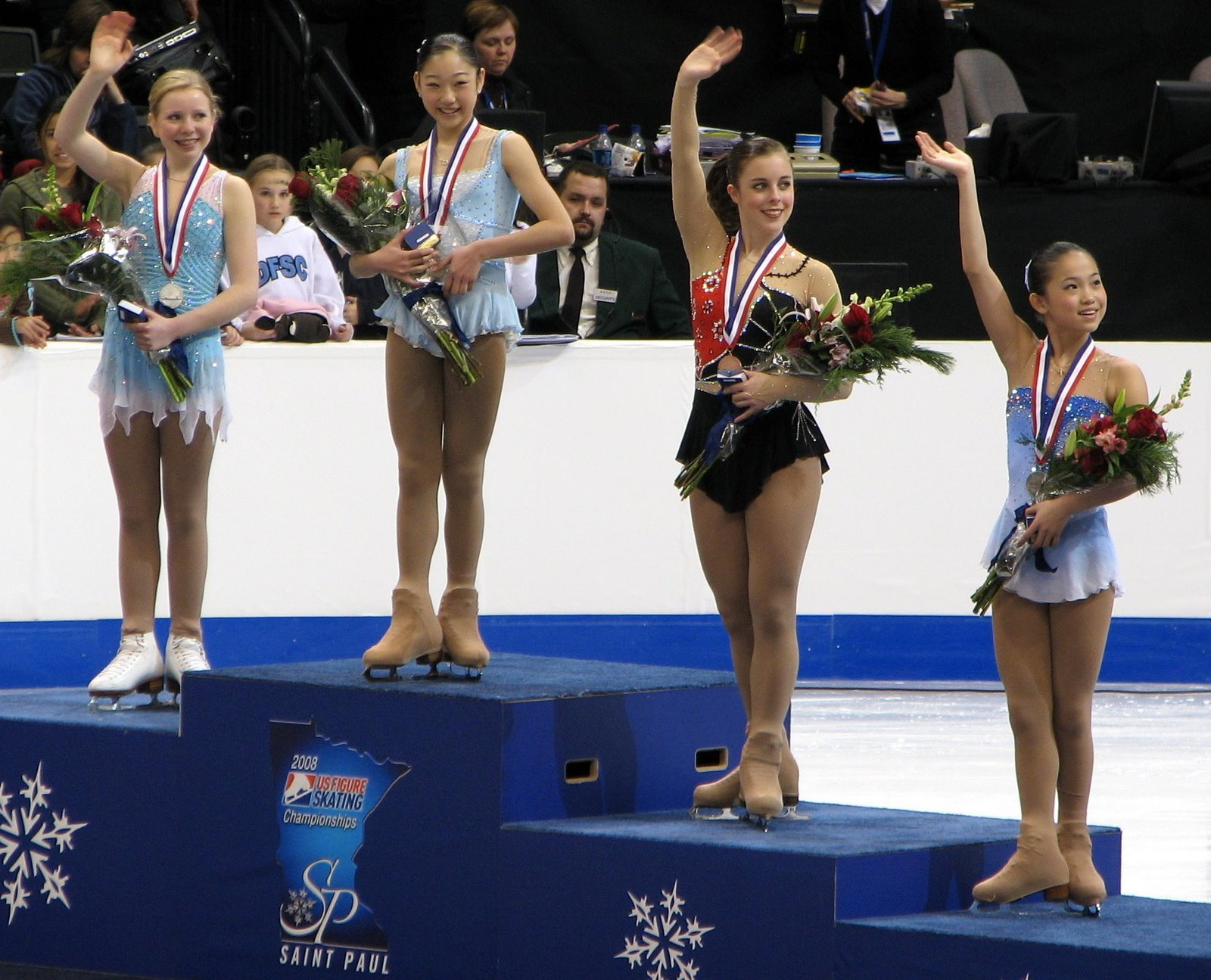
Podium kobiet z Mistrzostw USA w Łyżwiarstwie Figurowym 2008 w St. Paul, Minnesota. Od lewej do prawej: Rachael Flatt (srebro), Mirai Nagasu (złoto), Ashley Wagner (brąz), Caroline Zhang (brąz).

Mistrzostwa Stanów Zjednoczonych w łyżwiarstwie figurowym (ang. U.S. Figure Skating Championships) – krajowe zawody mistrzowskie w Stanach Zjednoczonych w łyżwiarstwie figurowym organizowane przez amerykańską federację łyżwiarską U.S. Figure Skating. Medale są przyznawane w jeździe indywidualnej kobiet i mężczyzn oraz par sportowych i tanecznych w kategorii seniorów, juniorów (ang. Junior) i juniorów młodszych (ang. Novice).
Osiągnięte rezultaty na zawodach krajowych determinują skład reprezentacji Stanów Zjednoczonych na zimowe igrzyska olimpijskie, mistrzostwa świata, mistrzostwa świata juniorów i mistrzostwa czterech kontynentów.
Oprócz przyznawania medalu złotego, srebrnego i brązowego amerykańska federacja łyżwiarska U.S. Figure Skating przyznaje także medal z pewteru za miejsce czwarte.

## Medaliści w kategorii seniorów

### Soliści
| Rok                                                          | Miejsce          | Złoto                | Srebro               | Brąz                 | Pewter               | Źr.    |
| ------------------------------------------------------------ | ---------------- | -------------------- | -------------------- | -------------------- | -------------------- | ------ |
| 1914                                                         | New Haven        | Norman M. Scott      | Edward Howland       | Nathaniel Niles      | NO                   |        |
| Zawody nie odbyły się w latach 1915–1917 (I wojna światowa)  |                  |                      |                      |                      |                      |        |
| 1918                                                         | Nowy Jork        | Nathaniel Niles      | Karl Engel           | Edward Howland       | NO                   |        |
| Zawody nie odbyły się w 1919 roku                            |                  |                      |                      |                      |                      |        |
| 1920                                                         | Nowy Jork        | Sherwin Badger       | Nathaniel Niles      | Petros Wahlman       | NO                   |        |
| 1921                                                         | Filadelfia       | Sherwin Badger       | Nathaniel Niles      | Edward Howland       | NO                   |        |
| 1922                                                         | Boston           | Sherwin Badger       | Nathaniel Niles      | NO                   | NO                   |        |
| 1923                                                         | New Haven        | Sherwin Badger       | Chris Christenson    | Julius Nelson        | NO                   |        |
| 1924                                                         | Filadelfia       | Sherwin Badger       | Nathaniel Niles      | Chris Christenson    | NO                   |        |
| 1925                                                         | Nowy Jork        | Nathaniel Niles      | George Braakman      | Karl Engel           | NO                   |        |
| 1926                                                         | Boston           | Chris Christenson    | Nathaniel Niles      | Ferrier Martin       | NO                   |        |
| 1927                                                         | Nowy Jork        | Nathaniel Niles      | Roger Turner         | George Braakman      | NO                   |        |
| 1928                                                         | New Haven        | Roger Turner         | Fredrick Goodridge   | Walter Langer        | NO                   |        |
| 1929                                                         | Nowy Jork        | Roger Turner         | Fredrick Goodridge   | J. Lester Madden     | NO                   |        |
| 1930                                                         | Providence       | Roger Turner         | J. Lester Madden     | George Hill          | NO                   |        |
| 1931                                                         | Boston           | Roger Turner         | J. Lester Madden     | George Hill          | NO                   |        |
| 1932                                                         | Nowy Jork        | Roger Turner         | J. Lester Madden     | Gail Borden          | NO                   |        |
| 1933                                                         | New Haven        | Roger Turner         | J. Lester Madden     | Robin Lee            | NO                   |        |
| 1934                                                         | Filadelfia       | Roger Turner         | Robin Lee            | George Hill          | NO                   |        |
| 1935                                                         | New Haven        | Robin Lee            | Roger Turner         | George Hill          | NO                   |        |
| 1936                                                         | Nowy Jork        | Robin Lee            | Erle Reiter          | George Hill          | NO                   |        |
| 1937                                                         | Chicago          | Robin Lee            | Erle Reiter          | William Nagle        | NO                   |        |
| 1938                                                         | Filadelfia       | Robin Lee            | Erle Reiter          | Ollie Haupt Jr.      | NO                   |        |
| 1939                                                         | Saint Paul       | Robin Lee            | Ollie Haupt Jr.      | Eugene Turner        | NO                   |        |
| 1940                                                         | Cleveland        | Eugene Turner        | Ollie Haupt Jr.      | Skippy Baxter        | NO                   |        |
| 1941                                                         | Boston           | Eugene Turner        | Arthur Vaughn Jr.    | William Nagle        | NO                   |        |
| 1942                                                         | Chicago          | Bobby Specht         | William Grimditch    | Arthur Vaughn Jr.    | NO                   |        |
| 1943                                                         | Nowy Jork        | Arthur Vaughn Jr.    | Arthur Preusch       | William Nagle        | NO                   |        |
| Zawody nie odbyły się w latach 1944–1945 (II wojna światowa) |                  |                      |                      |                      |                      |        |
| 1946                                                         | Chicago          | Richard Button       | James Lochead        | John Tuckerman       | NO                   |        |
| 1947                                                         | Berkeley         | Richard Button       | John Lettengarver    | James Grogan         | NO                   |        |
| 1948                                                         | Colorado Springs | Richard Button       | James Grogan         | John Lettengarver    | NO                   |        |
| 1949                                                         | Colorado Springs | Richard Button       | James Grogan         | Hayes Alan Jenkins   | NO                   |        |
| 1950                                                         | Waszyngton       | Roger Wickson        | Hayes Alan Jenkins   | Richard Dwyer        | NO                   |        |
| 1951                                                         | Seattle          | Richard Button       | James Grogan         | Hayes Alan Jenkins   | NO                   |        |
| 1952                                                         | Colorado Springs | Richard Button       | James Grogan         | Hayes Alan Jenkins   | NO                   |        |
| 1953                                                         | Hershey          | Hayes Alan Jenkins   | Ronald Robertson     | Dudley Richards      | NO                   |        |
| 1954                                                         | Los Angeles      | Hayes Alan Jenkins   | David Jenkins        | Ronald Robertson     | NO                   |        |
| 1955                                                         | Colorado Springs | Hayes Alan Jenkins   | David Jenkins        | Hugh Graham          | NO                   |        |
| 1956                                                         | Filadelfia       | Hayes Alan Jenkins   | Ronald Robertson     | David Jenkins        | NO                   |        |
| 1957                                                         | Berkeley         | David Jenkins        | Tim Brown            | Tom Moore            | NO                   |        |
| 1958                                                         | Minneapolis      | David Jenkins        | Tim Brown            | Tom Moore            | NO                   |        |
| 1959                                                         | Rochester        | David Jenkins        | Tim Brown            | Robert Brewer        | Bradley Lord         |        |
| 1960                                                         | Seattle          | David Jenkins        | Tim Brown            | Robert Brewer        | Bradley Lord         |        |
| 1961                                                         | Colorado Springs | Bradley Lord         | Gregory Kelley       | Tim Brown            | Douglas Ramsay       |        |
| 1962                                                         | Boston           | Monty Hoyt           | Scott Allen          | David Edwards        | James Short          |        |
| 1963                                                         | Long Beach       | Thomas Litz          | Scott Allen          | Monty Hoyt           | NO                   |        |
| 1964                                                         | Cleveland        | Scott Allen          | Thomas Litz          | Monty Hoyt           | NO                   |        |
| 1965                                                         | Lake Placid      | Gary Visconti        | Scott Allen          | Tim Wood             | Duane Maki           |        |
| 1966                                                         | Berkeley         | Scott Allen          | Gary Visconti        | Billy Chapel         | Tim Wood             |        |
| 1967                                                         | Omaha            | Gary Visconti        | Scott Allen          | Tim Wood             | John Misha Petkevich |        |
| 1968                                                         | Filadelfia       | Tim Wood             | Gary Visconti        | John Misha Petkevich | Scott Allen          |        |
| 1969                                                         | Seattle          | Tim Wood             | John Misha Petkevich | Gary Visconti        | NO                   |        |
| 1970                                                         | Tulsa            | Tim Wood             | John Misha Petkevich | Kenneth Shelley      | Roger Bass           |        |
| 1971                                                         | Buffalo          | John Misha Petkevich | Kenneth Shelley      | Gordon McKellen Jr.  | James Demogines      |        |
| 1972                                                         | Long Beach       | Kenneth Shelley      | John Misha Petkevich | Gordon McKellen Jr.  | John Baldwin         |        |
| 1973                                                         | Minneapolis      | Gordon McKellen Jr.  | Robert Bradshaw      | David Santee         | Terry Kubicka        |        |
| 1974                                                         | Providence       | Gordon McKellen Jr.  | Terry Kubicka        | Charles Tickner      | John Carlow Jr.      |        |
| 1975                                                         | Oakland          | Gordon McKellen Jr.  | Terry Kubicka        | Charles Tickner      | Ken Newfield         |        |
| 1976                                                         | Colorado Springs | Terry Kubicka        | David Santee         | Scott Cramer         | Charles Tickner      |        |
| 1977                                                         | Hartford         | Charles Tickner      | Scott Cramer         | David Santee         | John Carlow Jr.      |        |
| 1978                                                         | Portland         | Charles Tickner      | David Santee         | Scott Hamilton       | Scott Cramer         |        |
| 1979                                                         | Cincinnati       | Charles Tickner      | Scott Cramer         | David Santee         | Scott Hamilton       |        |
| 1980                                                         | Atlanta          | Charles Tickner      | David Santee         | Scott Hamilton       | Scott Cramer         |        |
| 1981                                                         | San Diego        | Scott Hamilton       | David Santee         | Robert Wagenhoffer   | Brian Boitano        |        |
| 1982                                                         | Indianapolis     | Scott Hamilton       | Robert Wagenhoffer   | David Santee         | Brian Boitano        |        |
| 1983                                                         | Pittsburgh       | Scott Hamilton       | Brian Boitano        | Mark Cockerell       | Bobby Beauchamp      |        |
| 1984                                                         | Salt Lake City   | Scott Hamilton       | Brian Boitano        | Mark Cockerell       | Paul Wylie           |        |
| 1985                                                         | Kansas City      | Brian Boitano        | Mark Cockerell       | Scott Williams       | Christopher Bowman   |        |
| 1986                                                         | Uniondale        | Brian Boitano        | Scott Williams       | Daniel Doran         | Angelo D’Agostino    |        |
| 1987                                                         | Tacoma           | Brian Boitano        | Christopher Bowman   | Scott Williams       | Daniel Doran         |        |
| 1988                                                         | Denver           | Brian Boitano        | Paul Wylie           | Christopher Bowman   | Daniel Doran         |        |
| 1989                                                         | Baltimore        | Christopher Bowman   | Daniel Doran         | Paul Wylie           | Erik Larson          |        |
| 1990                                                         | Salt Lake City   | Todd Eldredge        | Paul Wylie           | Mark Mitchell        | Erik Larson          |        |
| 1991                                                         | Minneapolis      | Todd Eldredge        | Christopher Bowman   | Paul Wylie           | Mark Mitchell        |        |
| 1992                                                         | Orlando          | Christopher Bowman   | Paul Wylie           | Mark Mitchell        | Scott Davis          |        |
| 1993                                                         | Phoenix          | Scott Davis          | Mark Mitchell        | Michael Chack        | Aren Nielsen         |        |
| 1994                                                         | Detroit          | Scott Davis          | Brian Boitano        | Aren Nielsen         | Todd Eldredge        |        |
| 1995                                                         | Providence       | Todd Eldredge        | Scott Davis          | Aren Nielsen         | Damon Allen          |        |
| 1996                                                         | San Jose         | Rudy Galindo         | Todd Eldredge        | Daniel Hollander     | Scott Davis          |        |
| 1997                                                         | Nashville        | Todd Eldredge        | Michael Weiss        | Daniel Hollander     | Scott Davis          |        |
| 1998                                                         | Filadelfia       | Todd Eldredge        | Michael Weiss        | Scott Davis          | Shepherd Clark       | [ 1 ]  |
| 1999                                                         | Salt Lake City   | Michael Weiss        | Trifun Živanović     | Timothy Goebel       | Matthew Savoie       | [ 2 ]  |
| 2000                                                         | Cleveland        | Michael Weiss        | Timothy Goebel       | Trifun Živanović     | Matthew Savoie       |        |
| 2001                                                         | Boston           | Timothy Goebel       | Todd Eldredge        | Matthew Savoie       | Michael Weiss        | [ 3 ]  |
| 2002                                                         | Los Angeles      | Todd Eldredge        | Timothy Goebel       | Michael Weiss        | Matthew Savoie       | [ 4 ]  |
| 2003                                                         | Dallas           | Michael Weiss        | Timothy Goebel       | Ryan Jahnke          | Scott Smith          | [ 5 ]  |
| 2004                                                         | Atlanta          | Johnny Weir          | Michael Weiss        | Matthew Savoie       | Ryan Jahnke          | [ 6 ]  |
| 2005                                                         | Portland         | Johnny Weir          | Timothy Goebel       | Evan Lysacek         | Matthew Savoie       | [ 7 ]  |
| 2006                                                         | Saint Louis      | Johnny Weir          | Evan Lysacek         | Matthew Savoie       | Michael Weiss        |        |
| 2007                                                         | Spokane          | Evan Lysacek         | Ryan Bradley         | Johnny Weir          | Jeremy Abbott        |        |
| 2008                                                         | Saint Paul       | Evan Lysacek         | Johnny Weir          | Stephen Carriere     | Jeremy Abbott        |        |
| 2009                                                         | Cleveland        | Jeremy Abbott        | Brandon Mroz         | Evan Lysacek         | Ryan Bradley         | [ 8 ]  |
| 2010                                                         | Spokane          | Jeremy Abbott        | Evan Lysacek         | Johnny Weir          | Ryan Bradley         | [ 9 ]  |
| 2011                                                         | Greensboro       | Ryan Bradley         | Richard Dornbush     | Ross Miner           | Jeremy Abbott        | [ 10 ] |
| 2012                                                         | San Jose         | Jeremy Abbott        | Adam Rippon          | Ross Miner           | Armin Mahbanoozadeh  | [ 11 ] |
| 2013                                                         | Omaha            | Max Aaron            | Ross Miner           | Jeremy Abbott        | Joshua Farris        | [ 12 ] |
| 2014                                                         | Boston           | Jeremy Abbott        | Jason Brown          | Max Aaron            | Joshua Farris        | [ 13 ] |
| 2015                                                         | Greensboro       | Jason Brown          | Adam Rippon          | Joshua Farris        | Max Aaron            | [ 14 ] |
| 2016                                                         | Saint Paul       | Adam Rippon          | Max Aaron            | Nathan Chen          | Grant Hochstein      | [ 15 ] |
| 2017                                                         | Kansas City      | Nathan Chen          | Vincent Zhou         | Jason Brown          | Grant Hochstein      | [ 16 ] |
| 2018                                                         | San Jose         | Nathan Chen          | Ross Miner           | Vincent Zhou         | Adam Rippon          | [ 17 ] |
| 2019                                                         | Detroit          | Nathan Chen          | Vincent Zhou         | Jason Brown          | Tomoki Hiwatashi     |        |
| 2020                                                         | Greensboro       | Nathan Chen          | Jason Brown          | Tomoki Hiwatashi     | Vincent Zhou         |        |
| 2021                                                         | Las Vegas        | Nathan Chen          | Vincent Zhou         | Jason Brown          | Jarosław Paniot      |        |
| 2022                                                         | Nashville        | Nathan Chen          | Ilia Malinin         | Vincent Zhou         | Jason Brown          |        |

### Solistki
| Rok                                                         | Miejsce          | Złoto                  | Srebro                 | Brąz                   | Pewter                | Źr.    |
| ----------------------------------------------------------- | ---------------- | ---------------------- | ---------------------- | ---------------------- | --------------------- | ------ |
| 1914                                                        | New Haven        | Theresa Weld           | Edith Rotch            | Raynham Townshend      | NO                    |        |
| Zawody nie odbyły się w latach 1915–1917 (I wojna światowa) |                  |                        |                        |                        |                       |        |
| 1918                                                        | Nowy Jork        | Rosemary Beresford     | Theresa Weld           | NO                     | NO                    |        |
| Zawody nie odbyły się w 1919 roku                           |                  |                        |                        |                        |                       |        |
| 1920                                                        | Nowy Jork        | Theresa Weld           | Martha Brown           | Lilian Cramer          | NO                    |        |
| 1921                                                        | Filadelfia       | Theresa Weld Blanchard | Lilian Cramer          | NO                     | NO                    |        |
| 1922                                                        | Boston           | Theresa Weld Blanchard | Beatrix Loughran       | NO                     | NO                    |        |
| 1923                                                        | New Haven        | Theresa Weld Blanchard | Beatrix Loughran       | Lilian Cramer          | NO                    |        |
| 1924                                                        | Filadelfia       | Theresa Weld Blanchard | Rosalie Knapp          | NO                     | NO                    |        |
| 1925                                                        | Nowy Jork        | Beatrix Loughran       | Theresa Weld Blanchard | Rosalie Knapp          | NO                    |        |
| 1926                                                        | Boston           | Beatrix Loughran       | Theresa Weld Blanchard | Maribel Vinson         | NO                    |        |
| 1927                                                        | Nowy Jork        | Beatrix Loughran       | Maribel Vinson         | Theresa Weld Blanchard | NO                    |        |
| 1928                                                        | New Haven        | Maribel Vinson         | Suzanne Davis          | NO                     | NO                    |        |
| 1929                                                        | Nowy Jork        | Maribel Vinson         | Edith Secord           | Suzanne Davis          | NO                    |        |
| 1930                                                        | Providence       | Maribel Vinson         | Edith Secord           | Suzanne Davis          | NO                    |        |
| 1931                                                        | Boston           | Maribel Vinson         | Edith Secord           | Hulda Berger           | NO                    |        |
| 1932                                                        | Nowy Jork        | Maribel Vinson         | Margaret Bennett       | Louise Weigel          | NO                    |        |
| 1933                                                        | New Haven        | Maribel Vinson         | Suzanne Davis          | Louise Weigel          | NO                    |        |
| 1934                                                        | Filadelfia       | Suzanne Davis          | Louise Weigel          | Estelle Weigel         | NO                    |        |
| 1935                                                        | New Haven        | Maribel Vinson         | Suzanne Davis          | Louise Weigel          | NO                    |        |
| 1936                                                        | Nowy Jork        | Maribel Vinson         | Louise Weigel          | Audrey Peppe           | NO                    |        |
| 1937                                                        | Chicago          | Maribel Vinson         | Polly Blodgett         | Katherine Durbrow      | NO                    |        |
| 1938                                                        | Filadelfia       | Joan Tozzer            | Audrey Peppe           | Polly Blodgett         | Jane Vaughn           |        |
| 1939                                                        | Saint Paul       | Joan Tozzer            | Audrey Peppe           | Charlotte Walther      | NO                    |        |
| 1940                                                        | Cleveland        | Joan Tozzer            | Hedy Stenuf            | Jane Vaughn            | NO                    |        |
| 1941                                                        | Boston           | Jane Vaughn            | Gretchen Merrill       | Charlotte Walther      | NO                    |        |
| 1942                                                        | Chicago          | Jane Vaughn Sullivan   | Gretchen Merrill       | Phebe Tucker           | NO                    |        |
| 1943                                                        | Nowy Jork        | Gretchen Merrill       | Dorothy Goos           | Janette Ahrens         | NO                    |        |
| 1944                                                        | Minneapolis      | Gretchen Merrill       | Dorothy Goos           | Ramona Allen           | NO                    |        |
| 1945                                                        | Nowy Jork        | Gretchen Merrill       | Janette Ahrens         | Madelon Olson          | NO                    |        |
| 1946                                                        | Chicago          | Gretchen Merrill       | Janette Ahrens         | Madelon Olson          | NO                    |        |
| 1947                                                        | Berkeley         | Gretchen Merrill       | Janette Ahrens         | Eileen Seigh           | NO                    |        |
| 1948                                                        | Colorado Springs | Gretchen Merrill       | Yvonne C. Sherman      | Helen Uhl              | NO                    |        |
| 1949                                                        | Colorado Springs | Yvonne C. Sherman      | Gretchen Merrill       | Virginia Baxter        | NO                    |        |
| 1950                                                        | Waszyngton       | Yvonne C. Sherman      | Sonya Klopfer          | Virginia Baxter        | NO                    |        |
| 1951                                                        | Seattle          | Sonya Klopfer          | Tenley Albright        | Virginia Baxter        | NO                    |        |
| 1952                                                        | Colorado Springs | Tenley Albright        | Frances Dorsey         | Helen Geekie           | NO                    |        |
| 1953                                                        | Hershey          | Tenley Albright        | Carol Heiss            | Margaret Graham        | Margaret Dean         |        |
| 1954                                                        | Los Angeles      | Tenley Albright        | Carol Heiss            | Frances Dorsey         | Margaret Graham       |        |
| 1955                                                        | Colorado Springs | Tenley Albright        | Carol Heiss            | Catherine Machado      | Patricia Firth        |        |
| 1956                                                        | Filadelfia       | Tenley Albright        | Carol Heiss            | Catherine Machado      | Mary Anne Dorsey      |        |
| 1957                                                        | Berkeley         | Carol Heiss            | Joan Schenke           | Claralynn Lewis        | Nancy Heiss           |        |
| 1958                                                        | Minneapolis      | Carol Heiss            | Carol Wanek            | Lynn Finnegan          | Nancy Heiss           |        |
| 1959                                                        | Rochester        | Carol Heiss            | Nancy Heiss            | Barbara Roles          | Lynn Finnegan         |        |
| 1960                                                        | Seattle          | Carol Heiss            | Barbara Roles          | Laurence Owen          | Stephanie Westerfeld  |        |
| 1961                                                        | Colorado Springs | Laurence Owen          | Stephanie Westerfeld   | Rhode Lee Michelson    | Karen Howland         |        |
| 1962                                                        | Boston           | Barbara Roles Pursley  | Lorraine Hanlon        | Victoria Fisher        | Frances Gold          |        |
| 1963                                                        | Long Beach       | Lorraine Hanlon        | Christine Haigler      | Karen Howland          | NO                    |        |
| 1964                                                        | Cleveland        | Peggy Fleming          | Albertina Noyes        | Christine Haigler      | Lorraine Hanlon       |        |
| 1965                                                        | Lake Placid      | Peggy Fleming          | Christine Haigler      | Albertina Noyes        | Myrna Bodek           |        |
| 1966                                                        | Berkeley         | Peggy Fleming          | Albertina Noyes        | Pamela Schneider       | NO                    |        |
| 1967                                                        | Omaha            | Peggy Fleming          | Albertina Noyes        | Jennie Walsh           | Janet Lynn            |        |
| 1968                                                        | Filadelfia       | Peggy Fleming          | Albertina Noyes        | Janet Lynn             | NO                    |        |
| 1969                                                        | Seattle          | Janet Lynn             | Julie Lynn Holmes      | Albertina Noyes        | Dawn Glab             |        |
| 1970                                                        | Tulsa            | Janet Lynn             | Julie Lynn Holmes      | Dawn Glab              | Jennie Walsh          |        |
| 1971                                                        | Buffalo          | Janet Lynn             | Julie Lynn Holmes      | Suna Murray            | Dawn Glab             |        |
| 1972                                                        | Long Beach       | Janet Lynn             | Julie Lynn Holmes      | Suna Murray            | Dorothy Hamill        |        |
| 1973                                                        | Minneapolis      | Janet Lynn             | Dorothy Hamill         | Juli McKinstry         | Diane Goldstein       |        |
| 1974                                                        | Providence       | Dorothy Hamill         | Juli McKinstry         | Kath Malmberg          | Wendy Burge           |        |
| 1975                                                        | Oakland          | Dorothy Hamill         | Wendy Burge            | Kath Malmberg          | Barbie Smith          |        |
| 1976                                                        | Colorado Springs | Dorothy Hamill         | Linda Fratianne        | Wendy Burge            | Kath Malmberg         |        |
| 1977                                                        | Hartford         | Linda Fratianne        | Barbie Smith           | Wendy Burge            | Priscilla Hill        |        |
| 1978                                                        | Portland         | Linda Fratianne        | Lisa-Marie Allen       | Priscilla Hill         | Carrie Rugh           |        |
| 1979                                                        | Cincinnati       | Linda Fratianne        | Lisa-Marie Allen       | Carrie Rugh            | Alicia Risberg        |        |
| 1980                                                        | Atlanta          | Linda Fratianne        | Lisa-Marie Allen       | Sandy Lenz             | Elaine Zayak          |        |
| 1981                                                        | San Diego        | Elaine Zayak           | Priscilla Hill         | Lisa-Marie Allen       | Rosalynn Sumners      |        |
| 1982                                                        | Indianapolis     | Rosalynn Sumners       | Vikki de Vries         | Elaine Zayak           | Jackie Farrell        |        |
| 1983                                                        | Pittsburgh       | Rosalynn Sumners       | Elaine Zayak           | Tiffany Chin           | Vikki de Vries        |        |
| 1984                                                        | Salt Lake City   | Rosalynn Sumners       | Tiffany Chin           | Elaine Zayak           | Jill Frost            |        |
| 1985                                                        | Kansas City      | Tiffany Chin           | Debi Thomas            | Caryn Kadavy           | Kathryn Adams         |        |
| 1986                                                        | Uniondale        | Debi Thomas            | Caryn Kadavy           | Tiffany Chin           | Tracey Damigella      |        |
| 1987                                                        | Tacoma           | Jill Trenary           | Debi Thomas            | Caryn Kadavy           | Tiffany Chin          |        |
| 1988                                                        | Denver           | Debi Thomas            | Jill Trenary           | Caryn Kadavy           | Jeri Campbell         |        |
| 1989                                                        | Baltimore        | Jill Trenary           | Kristi Yamaguchi       | Tonya Harding          | Holly Cook            |        |
| 1990                                                        | Salt Lake City   | Jill Trenary           | Kristi Yamaguchi       | Holly Cook             | Nancy Kerrigan        |        |
| 1991                                                        | Minneapolis      | Tonya Harding          | Kristi Yamaguchi       | Nancy Kerrigan         | Tonia Kwiatkowski     |        |
| 1992                                                        | Orlando          | Kristi Yamaguchi       | Nancy Kerrigan         | Tonya Harding          | Lisa Ervin            |        |
| 1993                                                        | Phoenix          | Nancy Kerrigan         | Lisa Ervin             | Tonia Kwiatkowski      | Tonya Harding         |        |
| 1994                                                        | Detroit          | DSQ1                   | Michelle Kwan          | Nicole Bobek           | Elaine Zayak          |        |
| 1995                                                        | Providence       | Nicole Bobek           | Michelle Kwan          | Tonia Kwiatkowski      | Kyoko Ina             |        |
| 1996                                                        | San Jose         | Michelle Kwan          | Tonia Kwiatkowski      | Tara Lipinski          | Sydne Vogel           |        |
| 1997                                                        | Nashville        | Tara Lipinski          | Michelle Kwan          | Nicole Bobek           | Angela Nikodinov      |        |
| 1998                                                        | Filadelfia       | Michelle Kwan          | Tara Lipinski          | Nicole Bobek           | Tonia Kwiatkowski     | [ 1 ]  |
| 1999                                                        | Salt Lake City   | Michelle Kwan          | Naomi Nari Nam         | Angela Nikodinov       | Sarah Hughes          | [ 2 ]  |
| 2000                                                        | Cleveland        | Michelle Kwan          | Sasha Cohen            | Sarah Hughes           | Angela Nikodinov      |        |
| 2001                                                        | Boston           | Michelle Kwan          | Sarah Hughes           | Angela Nikodinov       | Jennifer Kirk         |        |
| 2002                                                        | Los Angeles      | Michelle Kwan          | Sasha Cohen            | Sarah Hughes           | Angela Nikodinov      |        |
| 2003                                                        | Dallas           | Michelle Kwan          | Sarah Hughes           | Sasha Cohen            | Ann Patrice McDonough |        |
| 2004                                                        | Atlanta          | Michelle Kwan          | Sasha Cohen            | Jennifer Kirk          | Amber Corwin          |        |
| 2005                                                        | Portland         | Michelle Kwan          | Sasha Cohen            | Kimmie Meissner        | Jennifer Kirk         |        |
| 2006                                                        | Saint Louis      | Sasha Cohen            | Kimmie Meissner        | Emily Hughes           | Katy Taylor           |        |
| 2007                                                        | Spokane          | Kimmie Meissner        | Emily Hughes           | Alissa Czisny          | Beatrisa Liang        |        |
| 2008                                                        | Saint Paul       | Mirai Nagasu           | Rachael Flatt          | Ashley Wagner          | Caroline Zhang        |        |
| 2009                                                        | Cleveland        | Alissa Czisny          | Rachael Flatt          | Caroline Zhang         | Ashley Wagner         | [ 8 ]  |
| 2010                                                        | Spokane          | Rachael Flatt          | Mirai Nagasu           | Ashley Wagner          | Sasha Cohen           | [ 9 ]  |
| 2011                                                        | Greensboro       | Alissa Czisny          | Rachael Flatt          | Mirai Nagasu           | Agnes Zawadzki        | [ 10 ] |
| 2012                                                        | San Jose         | Ashley Wagner          | Alissa Czisny          | Agnes Zawadzki         | Caroline Zhang        | [ 11 ] |
| 2013                                                        | Omaha            | Ashley Wagner          | Gracie Gold            | Agnes Zawadzki         | Courtney Hicks        | [ 12 ] |
| 2014                                                        | Boston           | Gracie Gold            | Polina Edmunds         | Mirai Nagasu           | Ashley Wagner         | [ 13 ] |
| 2015                                                        | Greensboro       | Ashley Wagner          | Gracie Gold            | Karen Chen             | Polina Edmunds        | [ 14 ] |
| 2016                                                        | Saint Paul       | Gracie Gold            | Polina Edmunds         | Ashley Wagner          | Mirai Nagasu          | [ 15 ] |
| 2017                                                        | Kansas City      | Karen Chen             | Ashley Wagner          | Mariah Bell            | Mirai Nagasu          | [ 16 ] |
| 2018                                                        | San Jose         | Bradie Tennell         | Mirai Nagasu           | Karen Chen             | Ashley Wagner         | [ 17 ] |
| 2019                                                        | Detroit          | Alysa Liu              | Bradie Tennell         | Mariah Bell            | Hanna Harrell         |        |
| 2020                                                        | Greensboro       | Alysa Liu              | Mariah Bell            | Bradie Tennell         | Karen Chen            |        |
| 2021                                                        | Las Vegas        | Bradie Tennell         | Amber Glenn            | Karen Chen             | Alysa Liu             | [ 18 ] |
| 2022                                                        | Nashville        | Mariah Bell            | Karen Chen             | Isabeau Levito         | Gabriella Izzo        |        |

1 Pierwotną mistrzynią Stanów Zjednoczonych 1994 była Tonya Harding, jednak w czerwcu 1994 amerykańska federacja U.S. Figure Skating odebrała jej tytuł w związku z ujawnieniem powiązań Harding z atakiem na Nancy Kerrigan.

### Pary sportowe
| Rok                                                         | Miejsce          | Złoto                                    | Srebro                                   | Brąz                                  | Pewter                             | Źr.    |
| ----------------------------------------------------------- | ---------------- | ---------------------------------------- | ---------------------------------------- | ------------------------------------- | ---------------------------------- | ------ |
| 1914                                                        | New Haven        | Jeanne Chevalier Norman M. Scott         | Theresa Weld Nathaniel Niles             | Eleanor Crocker Edward Howland        | NO                                 |        |
| Zawody nie odbyły się w latach 1915–1917 (I wojna światowa) |                  |                                          |                                          |                                       |                                    |        |
| 1918                                                        | Nowy Jork        | Theresa Weld Nathaniel Niles             | Clara Frothingham Sherwin Badger         | NO                                    | NO                                 |        |
| Zawody nie odbyły się w 1919 roku                           |                  |                                          |                                          |                                       |                                    |        |
| 1920                                                        | Nowy Jork        | Theresa Weld Nathaniel Niles             | Edith Rotch Sherwin Badger               | NO                                    | NO                                 |        |
| 1921                                                        | Filadelfia       | Theresa Weld Blanchard Nathaniel Niles   | Howland                                  | Clara Frothingham Charles Rotch       | NO                                 |        |
| 1922                                                        | Boston           | Theresa Weld Blanchard Nathaniel Niles   | Howland                                  | Edith Rotch Francis Munroe            | NO                                 |        |
| 1923                                                        | New Haven        | Theresa Weld Blanchard Nathaniel Niles   | NO                                       | NO                                    | NO                                 |        |
| 1924                                                        | Filadelfia       | Theresa Weld Blanchard Nathaniel Niles   | Grace Munstock Joel Liberman             | NO                                    | NO                                 |        |
| 1925                                                        | Nowy Jork        | Theresa Weld Blanchard Nathaniel Niles   | Ada Bauman George Braakman               | Grace Munstock Joel Liberman          | NO                                 |        |
| 1926                                                        | Boston           | Theresa Weld Blanchard Nathaniel Niles   | Sydney Goode James Greene                | Grace Munstock Joel Liberman          | NO                                 |        |
| 1927                                                        | Nowy Jork        | Theresa Weld Blanchard Nathaniel Niles   | Beatrix Loughran Raymond Harvey          | Ada Bauman George Braakman            | NO                                 |        |
| 1928                                                        | New Haven        | Maribel Vinson Thornton Coolidge         | Theresa Weld Blanchard Nathaniel Niles   | Ada Bauman George Braakman            | NO                                 |        |
| 1929                                                        | Nowy Jork        | Maribel Vinson Thornton Coolidge         | Theresa Weld Blanchard Nathaniel Niles   | Edith Secord Joseph Savage            | NO                                 |        |
| 1930                                                        | Providence       | Beatrix Loughran Sherwin Badger          | Maribel Vinson George Hill               | Edith Secord Joseph Savage            | NO                                 |        |
| 1931                                                        | Boston           | Beatrix Loughran Sherwin Badger          | Maribel Vinson George Hill               | Grace Madden J. Lester Madden         | NO                                 |        |
| 1932                                                        | Nowy Jork        | Beatrix Loughran Sherwin Badger          | Maribel Vinson George Hill               | Gertrude Meredith Joseph Savage       | NO                                 |        |
| 1933                                                        | New Haven        | Maribel Vinson George Hill               | Grace Madden J. Lester Madden            | Gertrude Meredith Joseph Savage       | NO                                 |        |
| 1934                                                        | Filadelfia       | Grace Madden J. Lester Madden            | Eva Schwerdt William Bruns               | NO                                    | NO                                 |        |
| 1935                                                        | New Haven        | Maribel Vinson George Hill               | Grace Madden J. Lester Madden            | Eva Schwerdt William Bruns            | NO                                 |        |
| 1936                                                        | Nowy Jork        | Maribel Vinson George Hill               | Polly Blodgett Roger Turner              | Marjorie Parker Howard Meredith       | NO                                 |        |
| 1937                                                        | Chicago          | Maribel Vinson George Hill               | Grace Madden J. Lester Madden            | Joan Tozzer Bernard Fox               | NO                                 |        |
| 1938                                                        | Filadelfia       | Joan Tozzer Bernard Fox                  | Grace Madden J. Lester Madden            | Ardelle Sanderson Roland Janson       | NO                                 |        |
| 1939                                                        | Saint Paul       | Joan Tozzer Bernard Fox                  | Annah M. Hall William Hall               | Eva Schwerdt Bruns William Bruns      | NO                                 |        |
| 1940                                                        | Cleveland        | Joan Tozzer Bernard Fox                  | Hedy Stenuf Skippy Baxter                | Eva Schwerdt Bruns William Bruns      | NO                                 |        |
| 1941                                                        | Boston           | Donna Atwood Eugene Turner               | Patricia Vaeth Jack Might                | Joan Mitchell Bobby Specht            | NO                                 |        |
| 1942                                                        | Chicago          | Doris Schubach Walter Noffke             | Janette Ahrens Robert Uppgren            | Margaret Field Jack Might             | NO                                 |        |
| 1943                                                        | Nowy Jork        | Doris Schubach Walter Noffke             | Janette Ahrens Robert Uppgren            | Dorothy Goo Edward LeMaire            | NO                                 |        |
| 1944                                                        | Minneapolis      | Doris Schubach Walter Noffke             | Janette Ahrens Arthur Preusch            | Marcella May James Lochead            | NO                                 |        |
| 1945                                                        | Nowy Jork        | Donna J. Pospisil Jean Pierre Brunet     | Ann McGean Michael McGean                | Marcella May Willis James Lochead     | NO                                 |        |
| 1946                                                        | Chicago          | Donna J. Pospisil Jean Pierre Brunet     | Karol Kennedy Peter Kennedy              | Patty Sonnekson Charles Brinkman      | NO                                 |        |
| 1947                                                        | Berkeley         | Yvonne Sherman Robert Swenning           | Karol Kennedy Peter Kennedy              | Carolyn Welch Charles Brinkman        | NO                                 |        |
| 1948                                                        | Colorado Springs | Karol Kennedy Peter Kennedy              | Yvonne Sherman Robert Swenning           | Harriet Sutton Lyman Wakefield        | NO                                 |        |
| 1949                                                        | Colorado Springs | Karol Kennedy Peter Kennedy              | Irene Maguire Walter Muehlbronner        | Anne Davies Carleton Hoffner          | NO                                 |        |
| 1950                                                        | Waszyngton       | Karol Kennedy Peter Kennedy              | Irene Maguire Walter Muehlbronner        | Anne Davies Carleton Hoffner          | NO                                 |        |
| 1951                                                        | Seattle          | Karol Kennedy Peter Kennedy              | Janet Gerhauser John Nightingale         | Anne Holt Austin Holt                 | NO                                 |        |
| 1952                                                        | Colorado Springs | Karol Kennedy Peter Kennedy              | Janet Gerhauser John Nightingale         | NO                                    | NO                                 |        |
| 1953                                                        | Hershey          | Carole Ormaca Robin Greiner              | Margaret A. Graham Hugh C. Graham        | Kay Servatius Sully Kothmann          | NO                                 |        |
| 1954                                                        | Los Angeles      | Carole Ormaca Robin Greiner              | Margaret A. Graham Hugh C. Graham        | Lucille Ash Sully Kothmann            | NO                                 |        |
| 1955                                                        | Colorado Springs | Carole Ormaca Robin Greiner              | Lucille Ash Sully Kothmann               | Agnes Tyson Robert Swenning           | NO                                 |        |
| 1956                                                        | Filadelfia       | Carole Ormaca Robin Greiner              | Lucille Ash Sully Kothmann               | Maribel Owen Charles Foster           | NO                                 |        |
| 1957                                                        | Berkeley         | Nancy Rouillard Ronald Ludington         | Mary J. Watson John Jarmon               | Anita Tefkin James Barlow             | NO                                 |        |
| 1958                                                        | Minneapolis      | Nancy Ludington Ronald Ludington         | Sheila Wells Robin Greiner               | Maribel Owen Dudley Richards          | NO                                 |        |
| 1959                                                        | Rochester        | Nancy Ludington Ronald Ludington         | Gayle Freed Karl Freed                   | Maribel Owen Dudley Richards          | Ila Ray Hadley Ray Hadley Jr.      |        |
| 1960                                                        | Seattle          | Nancy Ludington Ronald Ludington         | Maribel Owen Dudley Richards             | Ila Ray Hadley Ray Hadley Jr.         | Gayle Freed Karl Freed             |        |
| 1961                                                        | Colorado Springs | Maribel Owen Dudley Richards             | Ila Ray Hadley Ray Hadley Jr.            | Laurie Hickox William Hickox          | Janet Browning Jim Browning        |        |
| 1962                                                        | Boston           | Dorothyann Nelson Pieter Kollen          | Judianne Fotheringill Jerry Fotheringill | Vivian Joseph Ronald Joseph           | Janet Browning Jim Browning        |        |
| 1963                                                        | Long Beach       | Judianne Fotheringill Jerry Fotheringill | Vivian Joseph Ronald Joseph              | Patti Gustafson Pieter Kollen         | NO                                 |        |
| 1964                                                        | Cleveland        | Judianne Fotheringill Jerry Fotheringill | Vivian Joseph Ronald Joseph              | Cynthia Kauffman Ronald Kauffman      | NO                                 |        |
| 1965                                                        | Lake Placid      | Vivian Joseph Ronald Joseph              | Cynthia Kauffman Ronald Kauffman         | Joanne Heckart Gary Clark             | Barbara Yaggi Gene Floyd           |        |
| 1966                                                        | Berkeley         | Cynthia Kauffman Ronald Kauffman         | Susan Behrens Roy Wagelein               | Page Paulsen Larry Duisch             | NO                                 |        |
| 1967                                                        | Omaha            | Cynthia Kauffman Ronald Kauffman         | Susan Behrens Roy Wagelein               | Betty Lewis Richard Gilbert           | NO                                 |        |
| 1968                                                        | Filadelfia       | Cynthia Kauffman Ronald Kauffman         | Sandi Sweitzer Roy Wagelein              | JoJo Starbuck Kenneth Shelley         | Betty Lewis Richard Gilbert        |        |
| 1969                                                        | Seattle          | Cynthia Kauffman Ronald Kauffman         | JoJo Starbuck Kenneth Shelley            | Melissa Militano Mark Militano        | Sheri Thrapp Larry Duisch          |        |
| 1970                                                        | Tulsa            | JoJo Starbuck Kenneth Shelley            | Melissa Militano Mark Militano           | Sheri Thrapp Larry Duisch             | Kathy Normile Gregory Taylor       |        |
| 1971                                                        | Buffalo          | JoJo Starbuck Kenneth Shelley            | Melissa Militano Mark Militano           | Barbara Brown Doug Berndt             | Sheri Thrapp Larry Duisch          |        |
| 1972                                                        | Long Beach       | JoJo Starbuck Kenneth Shelley            | Melissa Militano Mark Militano           | Barbara Brown Doug Berndt             | Cozette Cady Jack Courtney         |        |
| 1973                                                        | Minneapolis      | Melissa Militano Mark Militano           | Gale Fuhrman Joel Fuhrman                | Emily Benenson Johnny Johns           | Debbie Hughes Philip Grout         |        |
| 1974                                                        | Providence       | Melissa Militano Mark Militano           | Tai Babilonia Randy Gardner              | Erika Susman Thomas Huff              | Cynthia Van Valkenburg Phil Grout  |        |
| 1975                                                        | Oakland          | Melissa Militano Mark Militano           | Tai Babilonia Randy Gardner              | Emily Benenson Jack Courtney          | Erika Susman Thomas Huff           |        |
| 1976                                                        | Colorado Springs | Tai Babilonia Randy Gardner              | Alice Cook William Fauver                | Emily Benenson Jack Courtney          | Gale Fuhrman Joel Fuhrman          |        |
| 1977                                                        | Hartford         | Tai Babilonia Randy Gardner              | Gail Hamula Frank Sweiding               | Sheryl Franks Michael Botticelli      | Lorene Mitchell Donald Mitchell    |        |
| 1978                                                        | Portland         | Tai Babilonia Randy Gardner              | Gail Hamula Frank Sweiding               | Sheryl Franks Michael Botticelli      | Vicki Heasley Robert Waggenhoffer  |        |
| 1979                                                        | Cincinnati       | Tai Babilonia Randy Gardner              | Vicki Heasley Robert Waggenhoffer        | Sheryl Franks Michael Botticelli      | Tracey Prussack Scott Prussack     |        |
| 1980                                                        | Atlanta          | Tai Babilonia Randy Gardner              | Kitty Carruthers Peter Carruthers        | Sheryl Franks Michael Botticelli      | Vicki Heasley Robert Waggenhoffer  |        |
| 1981                                                        | San Diego        | Kitty Carruthers Peter Carruthers        | Lea Ann Miller William Fauver            | Beth Flora Ken Flora                  | Maria DiDomenico Burt Lancon       |        |
| 1982                                                        | Indianapolis     | Kitty Carruthers Peter Carruthers        | Maria DiDomenico Burt Lancon             | Lea Ann Miller William Fauver         | Vicki Heasley Peter Oppegard       |        |
| 1983                                                        | Pittsburgh       | Kitty Carruthers Peter Carruthers        | Lea Ann Miller William Fauver            | Jill Watson Burt Lancon               | Gillian Wachsman Robert Daw        |        |
| 1984                                                        | Salt Lake City   | Kitty Carruthers Peter Carruthers        | Lea Ann Miller William Fauver            | Jill Watson Burt Lancon               | Gillian Wachsman Robert Daw        |        |
| 1985                                                        | Kansas City      | Jill Watson Peter Oppegard               | Natalie Seybold Wayne Seybold            | Gillian Wachsman Todd Waggoner        | Susan Dungjen Jason Dungjen        |        |
| 1986                                                        | Uniondale        | Gillian Wachsman Todd Waggoner           | Jill Watson Peter Oppegard               | Natalie Seybold Wayne Seybold         | Katy Keeley Joseph Mero            |        |
| 1987                                                        | Tacoma           | Jill Watson Peter Oppegard               | Gillian Wachsman Todd Waggoner           | Katy Keeley Joseph Mero               | Natalie Seybold Wayne Seybold      |        |
| 1988                                                        | Denver           | Jill Watson Peter Oppegard               | Gillian Wachsman Todd Waggoner           | Natalie Seybold Wayne Seybold         | Katy Keeley Joseph Mero            |        |
| 1989                                                        | Baltimore        | Kristi Yamaguchi Rudy Galindo            | Natalie Seybold Wayne Seybold            | Katy Keeley Joseph Mero               | Sharon Carz Doug Williams          |        |
| 1990                                                        | Salt Lake City   | Kristi Yamaguchi Rudy Galindo            | Natasha Kuchiki Todd Sand                | Sharon Carz Doug Williams             | Calla Urbanski Mark Naylor         |        |
| 1991                                                        | Minneapolis      | Natasha Kuchiki Todd Sand                | Calla Urbanski Rocky Marval              | Jenni Meno Scott Wendland             | Sharon Carz Doug Williams          |        |
| 1992                                                        | Orlando          | Calla Urbanski Rocky Marval              | Jenni Meno Scott Wendland                | Natasha Kuchiki Todd Sand             | Karen Courtland Todd Reynolds      |        |
| 1993                                                        | Phoenix          | Calla Urbanski Rocky Marval              | Jenni Meno Todd Sand                     | Karen Courtland Todd Reynolds         | Katie Wood Joel McKeever           |        |
| 1994                                                        | Detroit          | Jenni Meno Todd Sand                     | Kyoko Ina Jason Dungjen                  | Karen Courtland Todd Reynolds         | Natasha Kuchiki Rocky Marval       |        |
| 1995                                                        | Providence       | Jenni Meno Todd Sand                     | Kyoko Ina Jason Dungjen                  | Stephanie Stiegler Lance Travis       | Shelby Lyons Brian Wells           |        |
| 1996                                                        | San Jose         | Jenni Meno Todd Sand                     | Kyoko Ina Jason Dungjen                  | Shelby Lyons Brian Wells              | Stephanie Stiegler John Zimmerman  |        |
| 1997                                                        | Nashville        | Kyoko Ina Jason Dungjen                  | Jenni Meno Todd Sand                     | Stephanie Stiegler John Zimmerman     | Shelby Lyons Brian Wells           |        |
| 1998                                                        | Filadelfia       | Kyoko Ina Jason Dungjen                  | Shelby Lyons Brian Wells                 | Danielle Hartsell Steve Hartsell      | Tiffany Stiegler Johnnie Stiegler  | [ 1 ]  |
| 1999                                                        | Salt Lake City   | Danielle Hartsell Steve Hartsell         | Kyoko Ina John Zimmerman                 | Laura Lynn Handy J. Paul Binnebose    | Tiffany Stiegler Johnnie Stiegler  | [ 2 ]  |
| 2000                                                        | Cleveland        | Kyoko Ina John Zimmerman                 | Tiffany Scott Philip Dulebohn            | Larisa Spielberg Craig Joeright       | Amanda Magarian Jered Guzman       |        |
| 2001                                                        | Boston           | Kyoko Ina John Zimmerman                 | Tiffany Scott Philip Dulebohn            | Danielle Hartsell Steve Hartsell      | Stephanie Kalesavich Aaron Parchem |        |
| 2002                                                        | Los Angeles      | Kyoko Ina John Zimmerman                 | Tiffany Scott Philip Dulebohn            | Stephanie Kalesavich Aaron Parchem    | Rena Inoue John Baldwin            |        |
| 2003                                                        | Dallas           | Tiffany Scott Philip Dulebohn            | Katie Orscher Garrett Lucash             | Rena Inoue John Baldwin               | Larisa Spielberg Craig Joeright    |        |
| 2004                                                        | Atlanta          | Rena Inoue John Baldwin                  | Katie Orscher Garrett Lucash             | Tiffany Scott Philip Dulebohn         | Jennifer Don Jonathon Hunt         |        |
| 2005                                                        | Portland         | Katie Orscher Garrett Lucash             | Rena Inoue John Baldwin                  | Marcy Hinzmann Aaron Parchem          | Tiffany Scott Philip Dulebohn      |        |
| 2006                                                        | Saint Louis      | Rena Inoue John Baldwin                  | Marcy Hinzmann Aaron Parchem             | Katie Orscher Garrett Lucash          | Tiffany Scott Rusty Fein           |        |
| 2007                                                        | Spokane          | Brooke Castile Benjamin Okolski          | Rena Inoue John Baldwin                  | Naomi Nari Nam Themistocles Leftheris | Amanda Evora Mark Ladwig           |        |
| 2008                                                        | Saint Paul       | Keauna McLaughlin Rockne Brubaker        | Rena Inoue John Baldwin                  | Brooke Castile Benjamin Okolski       | Tiffany Vise Derek Trent           |        |
| 2009                                                        | Cleveland        | Keauna McLaughlin Rockne Brubaker        | Caydee Denney Jeremy Barrett             | Rena Inoue John Baldwin               | Amanda Evora Mark Ladwig           | [ 8 ]  |
| 2010                                                        | Spokane          | Caydee Denney Jeremy Barrett             | Amanda Evora Mark Ladwig                 | Rena Inoue John Baldwin               | Brooke Castile Benjamin Okolski    | [ 9 ]  |
| 2011                                                        | Greensboro       | Caitlin Yankowskas John Coughlin         | Amanda Evora Mark Ladwig                 | Caydee Denney Jeremy Barrett          | Mary Beth Marley Rockne Brubaker   | [ 10 ] |
| 2012                                                        | San Jose         | Caydee Denney John Coughlin              | Mary Beth Marley Rockne Brubaker         | Amanda Evora Mark Ladwig              | Gretchen Donlan Andrew Speroff     | [ 11 ] |
| 2013                                                        | Omaha            | Marissa Castelli Simon Shnapir           | Alexa Scimeca Chris Knierim              | Felicia Zhang Nathan Bartholomay      | Lindsay Davis Mark Ladwig          | [ 12 ] |
| 2014                                                        | Boston           | Marissa Castelli Simon Shnapir           | Felicia Zhang Nathan Bartholomay         | Caydee Denney John Coughlin           | Alexa Scimeca Chris Knierim        | [ 13 ] |
| 2015                                                        | Greensboro       | Alexa Scimeca Chris Knierim              | Haven Denney Brandon Frazier             | Tarah Kayne Danny O’Shea              | Madeline Aaron Max Settlage        | [ 14 ] |
| 2016                                                        | Saint Paul       | Tarah Kayne Danny O’Shea                 | Alexa Scimeca Chris Knierim              | Marissa Castelli Mervin Tran          | Madeline Aaron Max Settlage        | [ 15 ] |
| 2017                                                        | Kansas City      | Haven Denney Brandon Frazier             | Marissa Castelli Mervin Tran             | Ashley Cain Timothy LeDuc             | Deanna Stellato Nathan Bartholomay | [ 16 ] |
| 2018                                                        | San Jose         | Alexa Scimeca Knierim Chris Knierim      | Tarah Kayne Danny O’Shea                 | Deanna Stellato Nathan Bartholomay    | Ashley Cain Timothy LeDuc          | [ 17 ] |
| 2019                                                        | Detroit          | Ashley Cain Timothy LeDuc                | Haven Denney Brandon Frazier             | Deanna Stellato Nathan Bartholomay    | Tarah Kayne Danny O’Shea           |        |
| 2020                                                        | Greensboro       | Alexa Knierim Chris Knierim              | Jessica Calalang Brian Johnson           | Tarah Kayne Danny O’Shea              | Ashley Cain-Gribble Timothy LeDuc  |        |
| 2021                                                        | Las Vegas        | Alexa Knierim Brandon Frazier            | Jessica Calalang Brian Johnson           | Ashley Cain-Gribble Timothy LeDuc     | Audrey Lu Misha Mitrofanov         | [ 19 ] |
| 2022                                                        | Nashville        | Ashley Cain-Gribble Timothy LeDuc        | Jessica Calalang Brian Johnson           | Audrey Lu Misha Mitrofanov            | Emily Chan Spencer Howe            |        |

### Pary taneczne
| Rok  | Miejsce          | Złoto                                | Srebro                              | Brąz                                   | Pewter                                     | Źr.    |
| ---- | ---------------- | ------------------------------------ | ----------------------------------- | -------------------------------------- | ------------------------------------------ | ------ |
| 1936 | Nowy Jork        | Marjorie Parker Joseph Savage        | Nettie Prantell Harold Hartshorne   | Clara Frothingham Ashton Parmeter      | NO                                         |        |
| 1937 | Chicago          | Nettie Prantell Harold Hartshorne    | Marjorie Parker Joseph Savage       | Ardelle Kloss Roland Janson            | NO                                         |        |
| 1938 | Filadelfia       | Nettie Prantell Harold Hartshorne    | Katherine Durbrow Joseph Savage     | Louise W. Atwell Otto Dallmayr         | Marjorie Parker George Boltres             |        |
| 1939 | Saint Paul       | Sandy MacDonald Harold Hartshorne    | Nettie Prantell Joseph Savage       | Marjorie Parker George Boltres         | NO                                         |        |
| 1940 | Cleveland        | Sandy MacDonald Harold Hartshorne    | Nettie Prantell George Boltres      | Vernafay Thysell Paul Harrington       | NO                                         |        |
| 1941 | Boston           | Sandy MacDonald Harold Hartshorne    | Elizabeth Kennedy Eugene Turner     | Edith Whetstone A.L. Richards          | NO                                         |        |
| 1942 | Chicago          | Edith Whetstone Alfred N. Richards   | Sandy MacDonald Harold Hartshorne   | Ramona Allen Herman Torrano            | NO                                         |        |
| 1943 | Nowy Jork        | Marcella May James Lochead           | Marjorie Parker Smith Joseph Savage | Nettie Prantell Harold Hartshorne      | NO                                         |        |
| 1944 | Minneapolis      | Marcella May James Lochead           | Kathe Mehl Harold Hartshorne        | Mary Anderson Jack Anderson            | NO                                         |        |
| 1945 | Nowy Jork        | Kathe Mehl Williams Robert Swenning  | Marcella May Willis James Lochead   | Anne Davies Carleton Hoffner           | NO                                         |        |
| 1946 | Chicago          | Anne Davies Carleton Hoffner         | Lois Waring Walter Bainbridge       | Carmel Waterbury Edward Bodel          | NO                                         |        |
| 1947 | Berkeley         | Lois Waring Walter Bainbridge        | Anne Davies Carleton Hoffner        | Marcella Willis Frank Davenport        | NO                                         |        |
| 1948 | Colorado Springs | Lois Waring Walter Bainbridge        | Anne Davies Carleton Hoffner        | Irene Maguire Frank Davenport          | NO                                         |        |
| 1949 | Colorado Springs | Lois Waring Walter Bainbridge        | Irene Maguire Walter Muehlbronner   | Carmel Bodel Edward Bodel              | NO                                         |        |
| 1950 | Waszyngton       | Lois Waring Michael McGean           | Irene Maguire Walter Muehlbronner   | Anne Davies Carleton Hoffner           | NO                                         |        |
| 1951 | Seattle          | Carmel Bodel Edward Bodel            | Virginia Hoyns Donald Jacoby        | Carol Ann Peters Daniel Ryan           | NO                                         |        |
| 1952 | Colorado Springs | Lois Waring Michael McGean           | Carol Ann Peters Daniel Ryan        | Carmel Bodel Edward Bodel              | NO                                         |        |
| 1953 | Hershey          | Carol Ann Peters Daniel Ryan         | Virginia Hoyns Donald Jacoby        | Carmel Bodel Edward Bodel              | NO                                         |        |
| 1954 | Los Angeles      | Carmel Bodel Edward Bodel            | Phyllis Forney Martin Forney        | Patsy Reidel Roland Junso              | NO                                         |        |
| 1955 | Colorado Springs | Carmel Bodel Edward Bodel            | Joan Zamboni Roland Junso           | Phyllis Forney Martin Forney           | NO                                         |        |
| 1956 | Filadelfia       | Joan Zamboni Roland Junso            | Carmel Bodel Edward Bodel           | Sidney Arnold Franklin Nelson          | NO                                         |        |
| 1957 | Berkeley         | Sharon McKenzie Bert Wright          | Andree Anderson Donald Jacoby       | Joan Zamboni Roland Junso              | NO                                         |        |
| 1958 | Minneapolis      | Andree Anderson Donald Jacoby        | Claire O’Neil John Bejshak Jr.      | Susan Sebo Tim Brown                   | NO                                         |        |
| 1959 | Rochester        | Andree Anderson Jacoby Donald Jacoby | Margie Ackles Charles Phillips      | Judy Ann Lamar Ronald Ludington        | Susan Sebo Tim Brown                       |        |
| 1960 | Seattle          | Margie Ackles Charles Phillips       | Marilyn Meeker Larry Pierce         | Yvonne Littlefield Roger Campbell      | Thomasine Pierce Roy Speeg                 |        |
| 1961 | Colorado Springs | Diane Sherbloom Larry Pierce         | Dona Lee Carrier Roger Campbell     | Patricia Dineen Robert Dineen          | Jan Jacobsen Marshall Campbell             |        |
| 1962 | Boston           | Yvonne Littlefield Peter Betts       | Dorothyann Nelson Pieter Kollen     | Lorna Dyer King Cole                   | Rosemary McEvoy Ralph Owen                 |        |
| 1963 | Long Beach       | Sally Schantz Stanley Urban          | Yvonne Littlefield Peter Betts      | Lorna Dyer John Carrell                | NO                                         |        |
| 1964 | Cleveland        | Darlene Streich Charles Fetter       | Carole MacSween Robert Munz         | Lorna Dyer John Carrell                | NO                                         |        |
| 1965 | Lake Placid      | Kristin Fortune Dennis Sveum         | Lorna Dyer John Carrell             | Susan Urban Stanley Urban              | Carole MacSween Robert Munz                |        |
| 1966 | Berkeley         | Kristin Fortune Dennis Sveum         | Lorna Dyer John Carrell             | Susan Urban Stanley Urban              | NO                                         |        |
| 1967 | Omaha            | Lorna Dyer John Carrell              | Alma Davenport Roger Berry          | Judy Schwomeyer James Sladky           | Dolly Rodenbaugh Tom Lescinski             |        |
| 1968 | Filadelfia       | Judy Schwomeyer James Sladky         | Vicki Camper Eugene Heffron         | Debbie Gerken Raymond Tiedemann        | NO                                         |        |
| 1969 | Seattle          | Judy Schwomeyer James Sladky         | Joan Bitterman Brad Hislop          | Debbie Gerken Raymond Tiedemann        | NO                                         |        |
| 1970 | Tulsa            | Judy Schwomeyer James Sladky         | Anne Millier Harvey Millier         | Debbie Ganson Brad Hislop              | Kathy West Paul Spruell                    |        |
| 1971 | Buffalo          | Judy Schwomeyer James Sladky         | Anne Millier Harvey Millier         | Mary Campbell Johnny Johns             | Debbie Ganson Brad Hislop                  |        |
| 1972 | Long Beach       | Judy Schwomeyer James Sladky         | Anne Millier Harvey Millier         | Mary Campbell Johnny Johns             | Debbie Ganson Brad Hislop                  |        |
| 1973 | Minneapolis      | Mary Campbell Johnny Johns           | Anne Millier Harvey Millier         | Jane Pankey Richard Horne              | NO                                         |        |
| 1974 | Providence       | Colleen O’Connor Jim Millns          | Anne Millier Harvey Millier         | Michelle Ford Glenn Patterson          | Jane Pankey Richard Horne                  |        |
| 1975 | Oakland          | Colleen O’Connor Jim Millns          | Judi Genovesi Kent Weigle           | Michelle Ford Glenn Patterson          | Anne Millier Harvey Millier                |        |
| 1976 | Colorado Springs | Colleen O’Connor Jim Millns          | Judi Genovesi Kent Weigle           | Susan Kelley Andrew Stroukoff          | Michelle Ford Glenn Patterson              |        |
| 1977 | Hartford         | Judi Genovesi Kent Weigle            | Susan Kelley Andrew Stroukoff       | Michelle Ford Glenn Patterson          | Stacey Smith John Summers                  |        |
| 1978 | Portland         | Stacey Smith John Summers            | Carol Fox Richard Dalley            | Susan Kelley Andrew Stroukoff          | Kim Krohn Barry Hagan                      |        |
| 1979 | Cincinnati       | Stacey Smith John Summers            | Carol Fox Richard Dalley            | Judy Blumberg Michael Seibert          | Kim Krohn Barry Hagan                      |        |
| 1980 | Atlanta          | Stacey Smith John Summers            | Judy Blumberg Michael Seibert       | Carol Fox Richard Dalley               | Kim Krohn Barry Hagan                      |        |
| 1981 | San Diego        | Judy Blumberg Michael Seibert        | Carol Fox Richard Dalley            | Kim Krohn Barry Hagan                  | Elisa Spitz Scott Gregory                  |        |
| 1982 | Indianapolis     | Judy Blumberg Michael Seibert        | Carol Fox Richard Dalley            | Elisa Spitz Scott Gregory              | Kim Krohn Barry Hagan                      |        |
| 1983 | Pittsburgh       | Judy Blumberg Michael Seibert        | Elisa Spitz Scott Gregory           | Carol Fox Richard Dalley               | Renée Roca Donald Adair                    |        |
| 1984 | Salt Lake City   | Judy Blumberg Michael Seibert        | Carol Fox Richard Dalley            | Elisa Spitz Scott Gregory              | Renée Roca Donald Adair                    |        |
| 1985 | Kansas City      | Judy Blumberg Michael Seibert        | Renée Roca Donald Adair             | Suzanne Semanick Scott Gregory         | Lois Luciani Russ Witherby                 |        |
| 1986 | Uniondale        | Renée Roca Donald Adair              | Suzanne Semanick Scott Gregory      | Lois Luciani Russ Witherby             | Susan Wynne Joseph Druar                   |        |
| 1987 | Tacoma           | Suzanne Semanick Scott Gregory       | Renée Roca Donald Adair             | Susan Wynne Joseph Druar               | April Sargent Russ Witherby                |        |
| 1988 | Denver           | Suzanne Semanick Scott Gregory       | Susan Wynne Joseph Druar            | April Sargent Russ Witherby            | Renée Roca James Yorke                     |        |
| 1989 | Baltimore        | Susan Wynne Joseph Druar             | April Sargent Russ Witherby         | Suzanne Semanick Ron Kravette          | Jeanne Miley Michael Verlich               |        |
| 1990 | Salt Lake City   | Susan Wynne Joseph Druar             | April Sargent Russ Witherby         | Suzanne Semanick Ron Kravette          | Jeanne Miley Michael Verlich               |        |
| 1991 | Minneapolis      | Elizabeth Punsalan Jerod Swallow     | April Sargent Russ Witherby         | Jeanne Miley Michael Verlich           | Elizabeth McLean Ron Kravette              |        |
| 1992 | Orlando          | April Sargent Thomas Russ Witherby   | Rachel Mayer Peter Breen            | Elizabeth Punsalan Jerod Swallow       | Jeanne Miley Michael Verlich               |        |
| 1993 | Phoenix          | Renée Roca Gorsha Sur                | Susan Wynne Russ Witherby           | Elizabeth Punsalan Jerod Swallow       | Amy Webster Ron Kravette                   |        |
| 1994 | Detroit          | Elizabeth Punsalan Jerod Swallow     | Susan Wynne Russ Witherby           | Amy Webster Ron Kravette               | Wendy Millette Jason Tebo                  |        |
| 1995 | Providence       | Renée Roca Gorsha Sur                | Elizabeth Punsalan Jerod Swallow    | Amy Webster Ron Kravette               | Kate Robinson Peter Breen                  |        |
| 1996 | San Jose         | Elizabeth Punsalan Jerod Swallow     | Renée Roca Gorsha Sur               | Eve Chalom Mathew Gates                | Kate Robinson Peter Breen                  |        |
| 1997 | Nashville        | Elizabeth Punsalan Jerod Swallow     | Eve Chalom Mathew Gates             | Kate Robinson Peter Breen              | Amy Webster Ron Kravette                   |        |
| 1998 | Filadelfia       | Elizabeth Punsalan Jerod Swallow     | Jessica Joseph Charles Butler       | Naomi Lang Peter Tchernyshev           | Eve Chalom Mathew Gates                    | [ 1 ]  |
| 1999 | Salt Lake City   | Naomi Lang Peter Tchernyshev         | Eve Chalom Mathew Gates             | Deborah Koegel Oleg Fediukov           | Beata Handra Charles Sinek                 | [ 2 ]  |
| 2000 | Cleveland        | Naomi Lang Peter Tchernyshev         | Jamie Silverstein Justin Pekarek    | Deborah Koegel Oleg Fediukov           | Beata Handra Charles Sinek                 |        |
| 2001 | Boston           | Naomi Lang Peter Tchernyshev         | Tanith Belbin Benjamin Agosto       | Jessica Joseph Brandon Forsyth         | Beata Handra Charles Sinek                 | [ 20 ] |
| 2002 | Los Angeles      | Naomi Lang Peter Tchernyshev         | Tanith Belbin Benjamin Agosto       | Melissa Gregory Dienis Pietuchow       | Beata Handra Charles Sinek                 | [ 21 ] |
| 2003 | Dallas           | Naomi Lang Peter Tchernyshev         | Tanith Belbin Benjamin Agosto       | Melissa Gregory Dienis Pietuchow       | Loren Galler-Rabinowitz David Mitchell     | [ 22 ] |
| 2004 | Atlanta          | Tanith Belbin Benjamin Agosto        | Melissa Gregory Dienis Pietuchow    | Loren Galler-Rabinowitz David Mitchell | Kendra Goodwin Brent Bommentre             | [ 23 ] |
| 2005 | Portland         | Tanith Belbin Benjamin Agosto        | Melissa Gregory Dienis Pietuchow    | Lydia Manon Ryan O’Meara               | Tiffany Stiegler Sergey Magerovskiy        | [ 24 ] |
| 2006 | Saint Louis      | Tanith Belbin Benjamin Agosto        | Melissa Gregory Dienis Pietuchow    | Jamie Silverstein Ryan O’Meara         | Morgan Matthews Maxim Zavozin              |        |
| 2007 | Spokane          | Tanith Belbin Benjamin Agosto        | Melissa Gregory Dienis Pietuchow    | Meryl Davis Charlie White              | Kimberly Navarro Brent Bommentre           |        |
| 2008 | Saint Paul       | Tanith Belbin Benjamin Agosto        | Meryl Davis Charlie White           | Kimberly Navarro Brent Bommentre       | Emily Samuelson Evan Bates                 |        |
| 2009 | Cleveland        | Meryl Davis Charlie White            | Emily Samuelson Evan Bates          | Kimberly Navarro Brent Bommentre       | Madison Hubbell Keiffer Hubbell            | [ 8 ]  |
| 2010 | Spokane          | Meryl Davis Charlie White            | Tanith Belbin Benjamin Agosto       | Emily Samuelson Evan Bates             | Kimberly Navarro Brent Bommentre           | [ 9 ]  |
| 2011 | Greensboro       | Meryl Davis Charlie White            | Maia Shibutani Alex Shibutani       | Madison Chock Greg Zuerlein            | Madison Hubbell Keiffer Hubbell            | [ 10 ] |
| 2012 | San Jose         | Meryl Davis Charlie White            | Maia Shibutani Alex Shibutani       | Madison Hubbell Zachary Donohue        | Lynn Kriengkrairut Logan Giulietti-Schmitt | [ 11 ] |
| 2013 | Omaha            | Meryl Davis Charlie White            | Madison Chock Evan Bates            | Maia Shibutani Alex Shibutani          | Madison Hubbell Zachary Donohue            | [ 12 ] |
| 2014 | Boston           | Meryl Davis Charlie White            | Madison Chock Evan Bates            | Maia Shibutani Alex Shibutani          | Madison Hubbell Zachary Donohue            | [ 13 ] |
| 2015 | Greensboro       | Madison Chock Evan Bates             | Maia Shibutani Alex Shibutani       | Madison Hubbell Zachary Donohue        | Kaitlin Hawayek Jean-Luc Baker             | [ 14 ] |
| 2016 | Saint Paul       | Maia Shibutani Alex Shibutani        | Madison Chock Evan Bates            | Madison Hubbell Zachary Donohue        | Anastasia Cannuscio Colin McManus          | [ 15 ] |
| 2017 | Kansas City      | Maia Shibutani Alex Shibutani        | Madison Chock Evan Bates            | Madison Hubbell Zachary Donohue        | Elliana Pogrebinsky Alex Benoit            | [ 16 ] |
| 2018 | San Jose         | Madison Hubbell Zachary Donohue      | Maia Shibutani Alex Shibutani       | Madison Chock Evan Bates               | Kaitlin Hawayek Jean-Luc Baker             | [ 17 ] |
| 2019 | Detroit          | Madison Hubbell Zachary Donohue      | Madison Chock Evan Bates            | Kaitlin Hawayek Jean-Luc Baker         | Lorraine McNamara Quinn Carpenter          |        |
| 2020 | Greensboro       | Madison Chock Evan Bates             | Madison Hubbell Zachary Donohue     | Kaitlin Hawayek Jean-Luc Baker         | Christina Carreira Anthony Ponomarenko     |        |
| 2021 | Las Vegas        | Madison Hubbell Zachary Donohue      | Madison Chock Evan Bates            | Kaitlin Hawayek Jean-Luc Baker         | Caroline Green Michael Parsons             | [ 25 ] |
| 2022 | Nashville        | Madison Chock Evan Bates             | Madison Hubbell Zachary Donohue     | Kaitlin Hawayek Jean-Luc Baker         | Caroline Green Michael Parsons             |        |